# There She Is
There She Is (떳다 그녀!!) ist eine fünfteilige, mit Adobe Flash animierte Serie von Kurzfilmen des koreanischen Künstlertrios SamBakZa. Sie thematisiert eine verbotene, bzw. von der Gesellschaft nicht anerkannte Liebe zwischen einer Häsin und einem Kater. Der erste Teil wurde im April 2004 auf Newgrounds veröffentlicht, wo er (Stand 2023) auf Platz 3 der populärsten Filme der Seite liegt. Die folgenden Teile wurden in Intervallen bis 2008 veröffentlicht. Im Frühling 2004 wurde die Serie auch in Europa und Nordamerika bekannt, vor allem in der LGBT - Szene, da sie Themen unterdrückter und verbotener Liebe behandelt. Viele Mitglieder dieser Szene konnten sich mit der Serie identifizieren. Im Jahr 2020 erschien die Fortsetzung another step.

## Handlung

### There She Is!! (Step 1)
Das kleine Hasenmädchen Doki hat ein Auge auf den jungen Kater Nabi geworfen. Der ist von diesem Annäherungsversuch – ebenso wie die Passanten, die die Szene beobachten – alles andere als begeistert. Er versucht seiner Verehrerin aus dem Weg zu gehen, doch die verfolgt ihn überallhin. Nabis Erklärungsversuch, dass Hasen und Katzen sich nicht ineinander verlieben sollten, stößt bei Doki auf verständnislose Ohren. Schlussendlich gibt er sich geschlagen und fügt sich schweren Herzens in seine Rolle als Prinz ihrer Träume.

### Cake Dance (Step 2)
Doki feiert ihren Geburtstag und Nabi will sie mit einer großen Karottentorte überraschen. Das ist gar nicht so leicht, denn es gelingt ihm nur mit Mühe, die Torte unbeschadet durch die dichtgedrängten Menschenmassen in der Stadt zu transportieren und den wilden Tieren zu entkommen, die es auf ihn abgesehen haben. Als er endlich am Lokal ankommt, sieht er sich überraschend der dreiköpfigen Hasenband Jjintta Set konfrontiert. Die haben bereits Gerüchte darüber gehört, wie er sich des unschuldigen Hasenmädchens bemächtigt haben soll, und stürzen sich zornig auf ihn. Er versucht, sich zwischen ihnen hindurch in das Lokal zu flüchten, aber sie erwischen ihn auf der Türschwelle und die Torte landet vor Dokis Füßen auf dem Boden. Das Jjintta Set sieht sich nun der aufgebrachten Partygesellschaft gegenüber, doch Doki verzeiht den drei Angreifern und lädt sie auch zum Mitfeiern ein. Als die Party lebhafter wird, kuschelt sich das Hasenmädchen an Nabi und zeigt ihre Zuneigung ganz offen. Die Partygesellschaft wird daraufhin aus dem Lokal verwiesen, weil die Liebe zwischen Hasen und Katzen dort nicht gerne gesehen wird.

### Doki & Nabi (Step 3)
Doki und Nabi haben sich zu ihrem ersten Rendezvous verabredet. Während Doki von Anfang an in ausgelassener Stimmung ist, taut Nabi erst mit der Zeit auf. Obwohl er während des Treffens seine Gefühle nicht mehr verbergen kann, fürchtet er sich noch immer vor der Ablehnung durch die öffentliche Meinung und vor den kritischen Blicken der Passanten. Gegen Ende des Dates laufen dann immer mehr Dinge schief, so dass sich selbst Dokis anfangs gute Laune langsam trübt. Schließlich beschließt Nabi, sie zu einem zweiten Rendezvous einzuladen, und Doki sagt begeistert zu. Die Episode endet damit, dass jemand bei Nacht eines von Nabis Fenstern mit einem Stein einwirft.

### Paradise (Step 4)
Die Ablehnung, die Doki und Nabi zu spüren bekommen, nimmt zu. Die Liebe zwischen Hasen und Katzen hat die Gesellschaft polarisiert, so dass die frisch Verliebten überall in der Öffentlichkeit Anfeindungen ausgesetzt sind. Während sich eine kleine Gruppe für die Rechte von Liebespaaren einsetzt, ziehen große Demonstrationszüge unter dem Banner der „unvermischten Liebe“ durch die Stadt.
Doki gerät in einen solchen wütenden Mob und wird verletzt. Als Nabi sie im Krankenhaus besucht, malt er sich ihre Zukunft in dieser feindlichen Welt aus. Diesen Gedanken kann er nicht ertragen und versucht sie zu schützen, indem er sie verlässt. Der Anführer des Jjintta Set erfährt davon und versucht ihn zur Vernunft zu bringen, doch Nabi hat jeden Willen und jede Hoffnung verloren. Die beiden geraten unfreiwillig in eine Schlägerei zwischen den Fronten und landen im Gefängnis. Doki hatte bereits zwei Flugtickets besorgt, die sie und Nabi ins Paradies bringen sollten. Doch nun muss sie allein gehen.

### Imagine (Step 5)
Nachdem Nabi eine Nacht im Gefängnis verbracht und auf seinem Handy eine Abschiedsnachricht von Doki gefunden hat, wandert er ziellos durch die Straßen. Als er einen kahlen Baum sieht, den Doki mit grünen Bändern geschmückt hat, erinnert er sich an ihre Zuversicht (“I thought that if the world wouldn’t change, we would never reach happiness. But she...”) und entschließt sich, sie zurückzugewinnen. Er eilt zu ihrem Appartement, doch sie ist bereits auf dem Weg zum Flughafen. Zu seinem Glück trifft er Dokis Freunde, die alles unternehmen, um ihn noch rechtzeitig dorthin zu bringen. Am Flughafen stehen sich wieder die Demonstranten für und gegen die Liebe zwischen Hasen und Katzen gegenüber. Doki geht unter Beschimpfungen von beiden Seiten zwischen ihnen hindurch in Richtung Terminal, als Nabi außer Atem am Eingang auftaucht. Die beiden Fallen sich in die Arme und laufen dann gemeinsam den wütenden Demonstranten davon.
Die letzte Szene zeigt sie im Frühling des nächsten Jahres beim Putzen des Getränkeautomaten, vor dem sie sich das erste Mal begegneten. Gemeinsam entfernen sie die Parolen, die Demonstranten dort hinterlassen haben.

## Charaktere
Doki
Ein junges Hasenmädchen, das sich in den Kater Nabi verliebt und einfach nicht verstehen kann, warum Hasen und Katzen einander nicht lieben dürfen (sollten).
Nabi
Er ist der Auserwählte von Doki und hat besonders unter dem Druck der Beziehung zu leiden, da er im Gegensatz zu Doki den unbegründeten Hass der restlichen Bevölkerung spürt.
Jjintta Set
Das Jjintta Set ist eine Gruppe von Musikern. Sie besteht aus Il-ho, dem Anführer der Truppe, Sam-ho, der einen Mundschutz trägt und Yi-ho, der an seiner Augenklappe zu erkennen ist.

## Fortsetzung „another step“

### Ankündigung
Nachdem am 12. Januar 2016 Step 5 („Imagine“) auf YouTube veröffentlicht wurde, wurde von SamBakZa eine Crowdfunding-Kampagne auf Indiegogo gestartet. Ihr Ziel war es, die Erstellung eines weiteren Video der Reihe zu finanzieren. Hierzu wurde ein Teaser, bestehend aus Illustrationen und einer einzigen kurzen Animation von Il-ho, veröffentlicht. Die neue Folge sollte sich mehr mit der Geschichte des Jjintta-Sets beschäftigen.
Am 18. Juni 2020 wurde auf Newgrounds ein Trailer von „another step“ (dt.: ein weiterer Schritt) veröffentlicht. In diesem Trailer wurde bekannt gegeben, dass die Premiere von „another step“ von 18. bis 21. August 2020 auf Newgrounds stattfinden würde.

### Online-Aufführungen
„another step“ wurde bisher 3 mal in Online-Aufführungen als Stream gezeigt. Die Streams wurden jeweils gegen eine einmal-Zahlung angeboten. Die erste Online-Aufführung fand zur Premiere auf Newgrounds statt, die zweite auf Patreon, Postype (postype.com) und Fantia (fantia.jp), und die dritte fand im Zuge des Indie-AniFest 2021 auf dessen Webseite statt.

### DVD
Zusätzlich zu den Online-Aufführungen wurde eine DVD mit dem Titel „There She Is!! Memorial DVD“ veröffentlicht. Sie enthält die ursprüngliche Serie, „another step“ sowie Bonusmaterial, und wird auf der Shopseite von SamBakZa angeboten.

### YouTube
Die überarbeitete Version wurde am 31. März 2024 auf dem offiziellen YouTube-Kanal von SamBakZa hochgeladen, somit sind nun alle Teile der Webserie kostenlos auf YouTube verfügbar.

## Musik
Jede der Folgen wurde mit einem einzigen Titel hinterlegt. So gab der Titel There She Is!! von Witches auch der ersten Folge ihren Namen. Die zweite Folge Cake Dance verwendete den Titel Happy Birthday to Me von Bulldog Mansion. Die Folge Doki & Nabi wurde von der koreanischen Band T.A.COPY und ihrem Titel Sam-cha seong-jing begleitet. Die beiden letzten Folgen Paradise und Imagine verwendeten die Titel Wolsik (A lunar eclipse) von Tabu und Imagine von Brunch.
Die erstmals 2020 veröffentlichte Folge „another step“ verwendet als Hintergrundmusik den Titel Untouchable von Schizo.

## Auszeichnungen
Beim Anima mundi Festival in Brasilien 2004 gewann die Reihe alle drei Preise für Web-Animationen.